# Hatalom és szenvedély (televíziós sorozat)
A Hatalom és szenvedély, eredeti címén The Power, The Passion, egy 1989-ben bemutatott 168 részes ausztrál tévéfilmsorozat.

## Készítették
- Forgatókönyvíró: Alan Bateman, Jutta Goetze, Mark Poole
- Zeneszerző: Mike Perjanik

## Szereplők
| Szerep              | Színész        | Magyar hang (1993)            | Megjegyzés |
| ------------------- | -------------- | ----------------------------- | --- |
| Gordon Byrne        | Kevin Miles    | Mádi Szabó Gábor              | A Byrne család feje, aki a három felnőtt lányán zsarnokoskodik, ők pedig apjuk halálát várják, és örülnek neki, mikor bekövetkezik. |
| Ellen Byrne Edmonds | Olivia Hamnett | Moór Marianna                 | Gordon legidősebb lánya. |
| Anna Byrne Wright   | Suzy Cato      | Borbás Gabi                   | Gordon középső lánya. |
| Kathryn Byrne       | Tracey Tainsh  | Prókai Annamária              | Gordon kisebbik lánya. |
| Sarah McAlister     | Jill Forster   | Szabó Éva                     | |
| Ryan McAlister      | lan Rawlings   | Kautzky Armand                | |
| Adam Edmonds        | Neil Grant     | Réczei Tamás                  | |
| Samuel Wright       | Daniel Roberts | Görög László                  | |
| Dr. Andrew Edmonds  | Alan Cassel    | Bitskey Tibor                 | |
| Kane Edmonds        | Julian McMahon | Széles László, Kelemen István | |
| Steven              | Joseph Spano   |                               | LMBT szereplő, akit meggyilkolnak.                                                                                                  |

## Könyv
- Parker, Derek–Agnes Seymour: Hatalom és szenvedély I-III., ford.: Szántó Péter, Décsi Ágnes, Fabula Könyvkiadó Kft., Budapest, 1993. ISBN 963-8169-23-0[3]